# Едвін Сміт (єгиптолог)
Едвін Сміт (англ. Edwin Smith 1822, Бріджпорт — 27 квітня, 1906) — авантюрист зі Сполучених Штатів, що перепродував старожитності Стародавнього Єгипту та їхні підробки в намаганні заробити капітал. Історики науки схильні нині відносити діяльність Едвіна Сміта до первісного етапу становлення і розвитку єгиптології.

## Життєпис
Народився в містечку Бріджпорт, штат Коннектикут, США. Розкута ініціатива і авантюрні риси характеру привели американця до Європейського континенту. Використавши моду на старожитності Стародавнього Єгипту в ті часи, заснував на ній свій бізнес. Він перебрався до арабського Єгипту, де перекуповував чи здобував археологічними розкопками пам'ятки Стародавнього Єгипту з метою перепродати і заробити капітал. Зв'язок з розкрадачами пам'яток давав як оригінали старожитностей, так і їх підробки. Але частку оригіналів Едвін залишав собі. Серед залишених оригіналів було і декілька папірусів. Проданий 1873 року Георгу Еберсу папірус був оприлюднений 1875 року, отримав назву «папіруса Еберса».

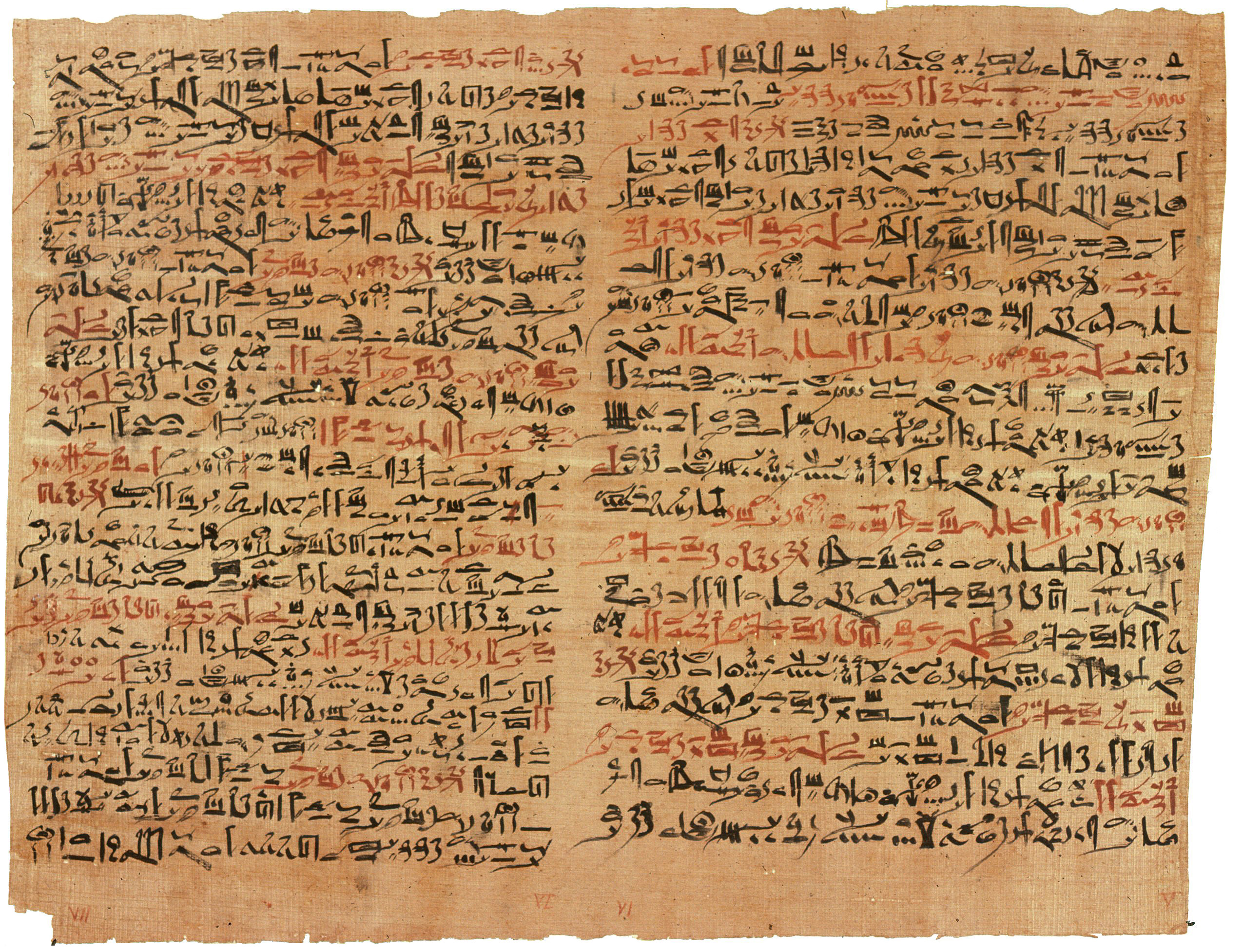
Папірус Едвіна Сміта, дві сторінки, VI та VII.

Ще один він придбав у містечку Луксор. Той, яким володів Сміт, отримав його ім'я. Папірус був перекладений і оприлюднений лише в 1930 році  Джеймсом Генрі Брестедом з допомогою доктора Арно Б. Лукхардта, професора фізіології. Як виявилося, папірус Едвіна Сміта був з медичним текстом, що надав нові дані про стан розвитку медицини Єгипту стародавньої доби — про лікування травм, хірургію, акушерство і косметику (непродану річ могли просто знищити). Так Едвін Сміт увійшов в історію становлення єгиптології.